# Hildesheim
Hildesheim este un oraș din landul Saxonia Inferioară, Germania.

## Monumente
Catedrala Sf. Maria și Biserica Sfântul Mihail din Hildesheim au fost înscrise în anul 1985 pe lista patrimoniului cultural mondial UNESCO. 

## Personalități
- Oskar Schindler

## Galerie de imagini

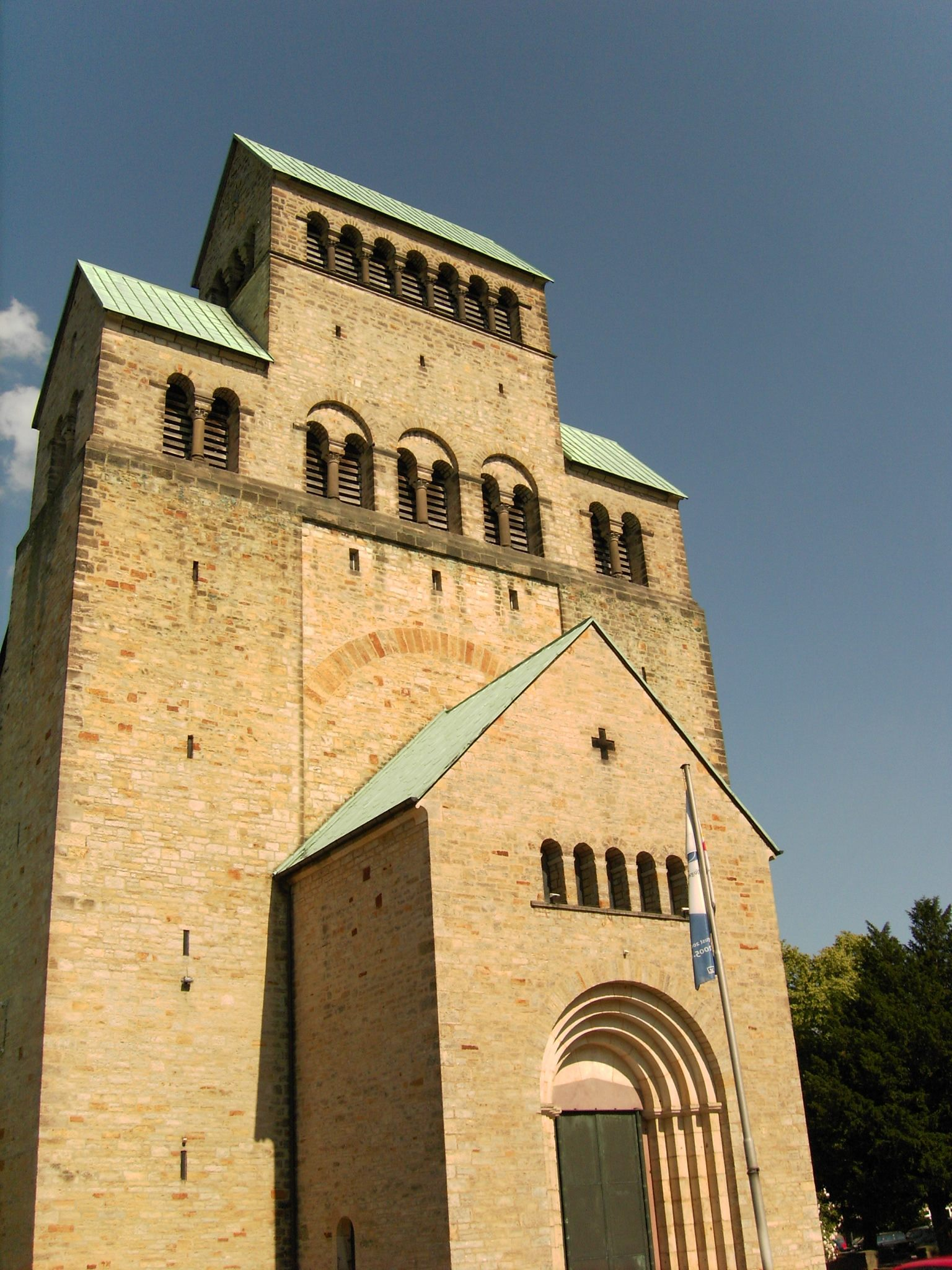
Catedrala din Hildesheim
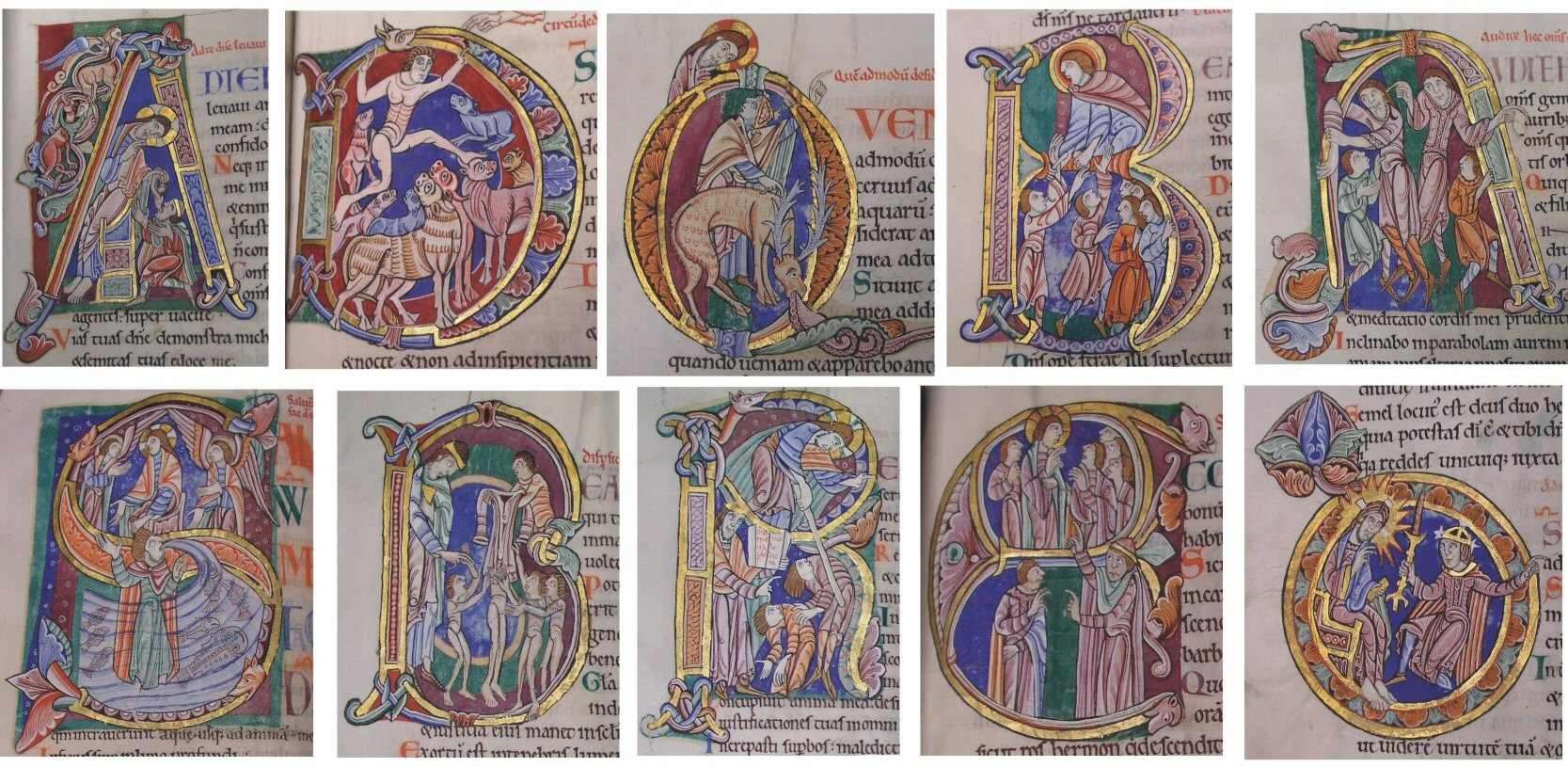
Inițiale din Psaltirea de la St Albans (sec. al XII-lea), Muzeul Catedralei din Hildesheim